# La mia città
«La mia città» (укр. «Це моє місто») — пісня італійської співачки Емми Марроне, з  якою вона представляла Італію на пісенному конкурсі Євробачення 2014 у Копенгагені, Данія. У фіналі конкурсу пісня набрала 33 бали та посіла 21 місце.